# Manuel Negrete de la Torre
Manuel Negrete de la Torre (Reinosa, Cantàbria, 15 de gener de 1736 - París, 13 de març de 1818) fou un aristòcrata i polític espanyol, ministre del govern de Josep I Bonaparte.
Era fill d'Ambrosio José de Negrete y Ampuero, primer comte de Campo de Alange (†1762), originari de Carranza i d'Agustina Torre González de Castañeda. Fou cavaller de l'Orde de Sant Jaume, regidor perpetu de Madrid i gentilhome de cambra de Sa Majestat. Es va casar amb María Agustina Adorno Sotomayor.
Fou II comte de Campo Alange des de 1762 i I marquès de Torremanzanal des de 1779. Sense haver prestat cap servei militar, gràcies a contractes reials va aconseguir els graus de coronel en 1769 i de mariscal en 1779, Capità General de Guipúscoa i en 1783 tinent general. Del 27 d'abril de 1790 a l'11 de desembre de 1795 fou Secretari de Guerra i Capità General dels Exèrcits.
Afecte a Manuel Godoy, va ser ambaixador de Carles IV d'Espanya a l'Imperi Austríac i al Regne de Portugal. Quan Josep I Bonaparte es va instal·lar a Espanya el va nomenar Ministre de Negocis Estrangers i ambaixador al Primer Imperi Francès. Quan el 1813 Josep Bonaparte marxà a França el va acompanyar en la seva retirada.